# Hervé Briaux
Pour les articles homonymes, voir Briaux.
Hervé Briaux est un acteur français, né en février 1956 à Baden-Baden (Allemagne de l'Ouest).

## Théâtre
Sources,

### Auteur et metteur en scène
- 2013 : Michel-Ange de Hervé Briaux - mise en scène Hervé Briaux

### Comédien
- 1985 : Le Cid de Corneille, mise en scène de Francis Huster - Théâtre Renaud-Barrault
- 1987 : Dom Juan de Molière, mise en scène de Francis Huster - Théâtre Renaud-Barrault
- 1989 : Lorenzaccio d'Alfred de Musset, mise en scène de Francis Huster - Théâtre Renaud-Barrault
- 1999 : L'Orestie d'Eschyle, mise en scène de Georges Lavaudant - Odéon-Théâtre de l'Europe
- 2000 : Fanfares de Georges Lavaudant, mise en scène de Georges Lavaudant - Odéon-Théâtre de l'Europe
- 2001 : Un fil à la patte de Georges Feydeau, mise en scène de Georges Lavaudant - Odéon-Théâtre de l'Europe
- 2002 : La Mort de Danton de Georg Büchner, mise en scène de Georges Lavaudant - Odéon-Théâtre de l'Europe
- 2003 : Les Barbares d'après Maxime Gorki, mise en scène de Patrick Pineau - Odéon-Théâtre de l'Europe Ateliers Berthier
- 2003 : El Pelele de Jean-Christophe Bailly - mise en scène Georges Lavaudant - Odéon-Théâtre de l'Europe[4]
- 2004 : La Cerisaie d'Anton Tchekhov, mise en scène de Georges Lavaudant - Odéon-Théâtre de l'Europe
- 2006 : Des Arbres à abattre de Thomas Bernhard - mise en scène de Patrick Pineau - Odéon-Théâtre de l'Europe[5]
- 2007 : Une demande en mariage, Tragédien malgré lui, L'Ours d'après Anton Tchekhov, mise en scène de Patrick Pineau - MC93 Bobigny
- 2007 : On est tous mortels un jour ou l'autre de Eugène Durif - mise en scène Patrick Pineau - Théâtre du Grand Forum (Louviers)[6]
- 2008 : Le Petit Chaperon Uf de Jean-Claude Grumberg - mise en scène de Sylvie Orcier - Théâtre du Grand Forum (Louviers)[7]
- 2009 : La Noce d'après Bertolt Brecht, mise en scène de Patrick Pineau - théâtre du Grand-Forum (Louviers)
- 2010-2011 : Sale août de Serge Valletti - mise en scène de Patrick Pineau - Théâtre Molière[8]
- 2011 : Le Suicidé de Nikolaï Erdman - mise en scène de Patrick Pineau - Scène nationale de Sénart puis Carrière de Boulbon (Avignon)[9]
- 2013 : Judith de Howard Barker - mise en scène Chantal de La Coste[10] - Maison de la culture à Bobigny
- 2013 : Histoires diaboliques de Nicolas Gogol - adaptation de Anton Kouznetsov, Laurent Lejop - mise en scène d'Anton Kouznetsov[11]
- 2015 : La Révolte de Auguste De Villiers De L'Isle-Adam - mise en scène de Marc Paquien - Théâtre des Bouffes-du-Nord[12]
- 2018 : Tertullien, d'après le traité Contre les spectacles de Tertullien, adaptation et interprétation Hervé Briaux, mise en scène Patrick Pineau, Théâtre de Poche Montparnasse[13]
- 2018 : Dialogue aux enfers : Machiavel - Montesquieu de Maurice Joly, adaptation et mise en scène Marcel Bluwal, Théâtre de Poche Montparnasse
- 2019 : Le Misanthrope de Molière, mise en scène Peter Stein, Le Comédia Théâtre-Libre
- 2021 : Montaigne, les essais, adaptation et interprétation, Théâtre de poche Montparnasse
- 2021 : L'Île des esclaves de Marivaux, mise en scène Didier Long, Théâtre de Poche Montparnasse
- 2022 : Un jour en été d'Anton Tchekhov, mise en scène Patrick Sommier, théâtre de Poche-Montparnasse

## Filmographie

### Télévision

#### Téléfilms
- 1984 : Raison perdue de Michel Favart - Roubion
- 1987 : La Maison piège de Michel Favart - Lansky
- 1989 : L'ingénieur aimait trop les chiffres de Michel Favart - Renardeau
- 1993 : Un otage de trop de Philippe Galland
- 1997 : Demi père de Thomas Vincent
- 1998 : Divorce sans merci de Thomas Vincent - Maître Fricas
- 2004 : 93, rue Lauriston de Denys Granier-Deferre - Joseph Joanovici
- 2004 : Un petit garçon silencieux de Sarah Lévy - Bardouin
- 2005 : S.A.C., des hommes dans l'ombre de Thomas Vincent - Jacques Foccart
- 2005 : Ils voulaient tuer de Gaulle de Jean-Teddy Filippe - Commissaire Bouvier
- 2006 : Mer belle à agitée de Pascal Chaumeil - Joseph
- 2006 : Le Doux Pays de mon enfance de Jacques Renard - Le juge d'instruction
- 2007 : L'Affaire Christian Ranucci : le Combat d'une mère de Denys Granier-Deferre - Maître Hubert
- 2009 : Les Livres qui tuent de Denys Granier-Deferre - Commissaire Delhomme
- 2010 : La Très Excellente et Divertissante Histoire de François Rabelais de Hervé Baslé - Tiraqueau
- 2011 : Changer la vie, Mitterrand 1981-1983 de Serge Moati - Pierre Mauroy
- 2014 : Le Port de l'oubli de Bruno Gantillon, Robert de Segonzac

#### Séries télévisées
- 1981 : Les Amours des années grises - épisode : La colombe du Luxembourg de Dominique Giuliani - Pierre Latour
- 1984 : Messieurs les jurés - épisode : L'affaire Lamontgie de Dominique Giuliani - Louis Optevoz
- 1985 : Les Amours des années 50 - épisode : Les scorpionnes de Jean-Paul Carrère
- 1986 : Cinéma 16 : épisode : La Femme de sa vie de Michel Favart - Bertrand
- 1989 : Mon dernier rêve sera pour vous - ép.: Charlotte ou le Malheur d'Aimer  de Robert Mazoyer - François Hingnant
- 1990 : Le Lyonnais - épisode : La reine du fleuve  de Michel Favart - Gérard, le projectionniste
- 1998 : Un homme en colère - épisode : Un silence coupable de Caroline Huppert - Le juge
- 1998 : Commissaire Moulin - épisode#5.10 : 36 quai des ombres de Denis Amar - Wolff
- 1998 : Avocats et Associés - 2 épisodes de Philippe Triboit - Ferdino
  - épisode#1.1 : Premier Dossier et épisode# 1.2 : Prise dans la toile
- 1999 : Balzac (mini-série) de Josée Dayan - Charles Sedillot
- 2000 : Sandra et les siens - épisode : Les Cathédrales du silence de Paul Planchon - Paoli
- 2000 : Mary Lester - épisode : Meurtre en retour de Philomène Esposito - Hervé Gonidec
- 2001 : Les Enquêtes d'Éloïse Rome - épisode#1.3 : Jugement en appel de Denys Granier-Deferre - Christian Zacharie
- 2002-2006 : La Crim' - 2 épisodes :
  - 2002 : épisode#4.3 Le cadavre introuvable de Denis Amar - Professeur Vernet
  - 2006 : épisode#8.6 Noces rouges de Eric Woreth - Commissaire Dupuis
- 2005 : Les Cordier, juge et flic - épisode#13.6 : La nuit du sacrifice de Bruno Herbulot - Georges Noirceuil
- 2007 : Paris, enquêtes criminelles - épisode : Un homme de trop de Bertrand Van Effenterre - Yvan Blondin
- 2008 : Femmes de loi - épisode : Passager clandestin de Hervé Renoh - Paul-Henri Tessier
- 2008 : À droite toute (mini série) de Marcel Bluwal - Savary
- 2009 : Enquêtes réservées - épisode#2.3 : Profanation de Benoît d'Aubert - Professeur Carois
- 2009 : Julie Lescaut - épisode#18.2 : Volontaires de Jean-Michel Fages - Mangin
- 2001-2011 : Boulevard du Palais - 2 épisodes :
  - 2001 : épisode#3.2 : Une justice en béton de Vincent Monnet - Lescure
  - 2011 : épisode#14.2 : Fou à délier de Jean-Marc Vervoort - Olivier Favre
- 2011 : Le vernis craque - épisode : Le déjeuner des canotiers  de Daniel Janneau - Emmanuel Chabrier

2017 : Plus belle la vie Rôle de Lessart, le beau-père de Mickaël Malkavian

### Cinéma
- 1983 : Le Faucon de Paul Boujenah - l'inspecteur
- 1984 : Le Thé à la menthe de Abdelkrim Bahloul
- 1985 : Dans les griffes de Thulius de Didier Fontan - (court métrage)
- 1986 : On a volé Charlie Spencer ! de Francis Huster
- 1986 : Attention bandits ! de Claude Lelouch
- 1987 : La Pension de Marc Cadieux - (court métrage)
- 1993 : Louis, enfant roi de Roger Planchon - Gaston d'Orléans
- 1996 : La Propriétaire de Ismail Merchant - l'aristocrate chez Maxims
- 1997 : Mordbüro de Lionel Kopp - Branco
- 1998 : Lautrec de Roger Planchon - docteur Semelaigne
- 1998 : Disparus de Gilles Bourdos - L'artiste surréaliste
- 2002 : Un monde presque paisible de Michel Deville - le propriétaire
- 2003 : Inquiétudes de Gilles Bourdos - Inspecteur de police
- 2005 : Un journal télé de Sylvie Coulon - (court métrage)
- 2008 : Un cœur simple de Marion Laine - docteur Poupart
- 2022 : Tendre et saignant de Christopher Thompson - Jean-François Dutreuil
- 2022 : Le Temps des secrets de Christophe Barratier